# 開運兔
《開運兔》（英語：Hop）是一部2011年美國3D真人動畫電影，由環球影業及照明娱乐製作的電影。

## 劇情
在南美洲復活島巨大石像下，有座不為人知的糖果工廠，由復活節的兔子指揮一群小雞和兔子工人夜以繼日的生產糖果，好讓世界各地的小朋友收到糖果做為復活節的禮物。 
身為復活節兔子的伊比於接管家族事業的當晚，毅然決然的前往好萊塢追尋鼓手的夢想，卻在半路上被一個失業又被逐出家門的宅男佛瑞德(詹姆斯·馬斯登飾)開車撞到。伊比不僅假裝受傷，還要求佛瑞德必須收留他直到恢復健康為止，於是一人一兔就此展開同居生活，並且試著從從叛逆的青少年轉變為成熟負責的大人。 
然而，在復活島上的糖果工廠，由小雞工人趁伊比失蹤時發動政變。得知此消息的伊比與佛瑞德一同回到復活島，引發了一場拯救復活節大戰。

## 演員與配音員
| 配音                          | 配音     | 角色                                         |
| 演員與配音員                  | 台灣配音 | 角色                                         |
| ----------------------------- | -------- | -------------------------------------------- |
| 詹姆斯·馬斯登 科顿·雷（幼年） |          | 佛瑞德（Frederick "Fred" O'Hare）            |
| 凯莉·库柯                     | 傅其慧   | 珊珊（Samantha O'Hare）                      |
| 蓋瑞·科爾                     | 陳宗岳   | 亨利（Henry O'Hare）                         |
| 伊丽莎白·帕金斯               | 姜瑰瑾   | 邦妮（Bonnie O'Hare）                        |
| 蒂芬妮·艾斯庞德               |          | 愛麗絲（Alex）                               |
| 大衛·赫索霍夫                 |          | 他自己（Himself）                            |
| 喬西·韓德勒                   | 孫若瑜   | 貝克太太（Mrs. Beck）                        |
| 羅素·布蘭德                   |          | （"Hoff Knows Talent" production assistant） |
| 羅素·布蘭德                   | 夏治世   | 伊比（E.B.）                                 |
| 汉克·阿扎里亚                 | 魏伯勤   | 洛雞（Carlos）                               |
| 休·劳瑞                       | 徐健春   | 伊比爸爸（Mr. Bunny）                        |

## 反響

### 評價
爛番茄新鮮度25%，基於134條評論，平均分為4.4/10，而在Metacritic上得到41分，IMDB上得5.5分，差評佔大多數。